# مثلوث بروتين

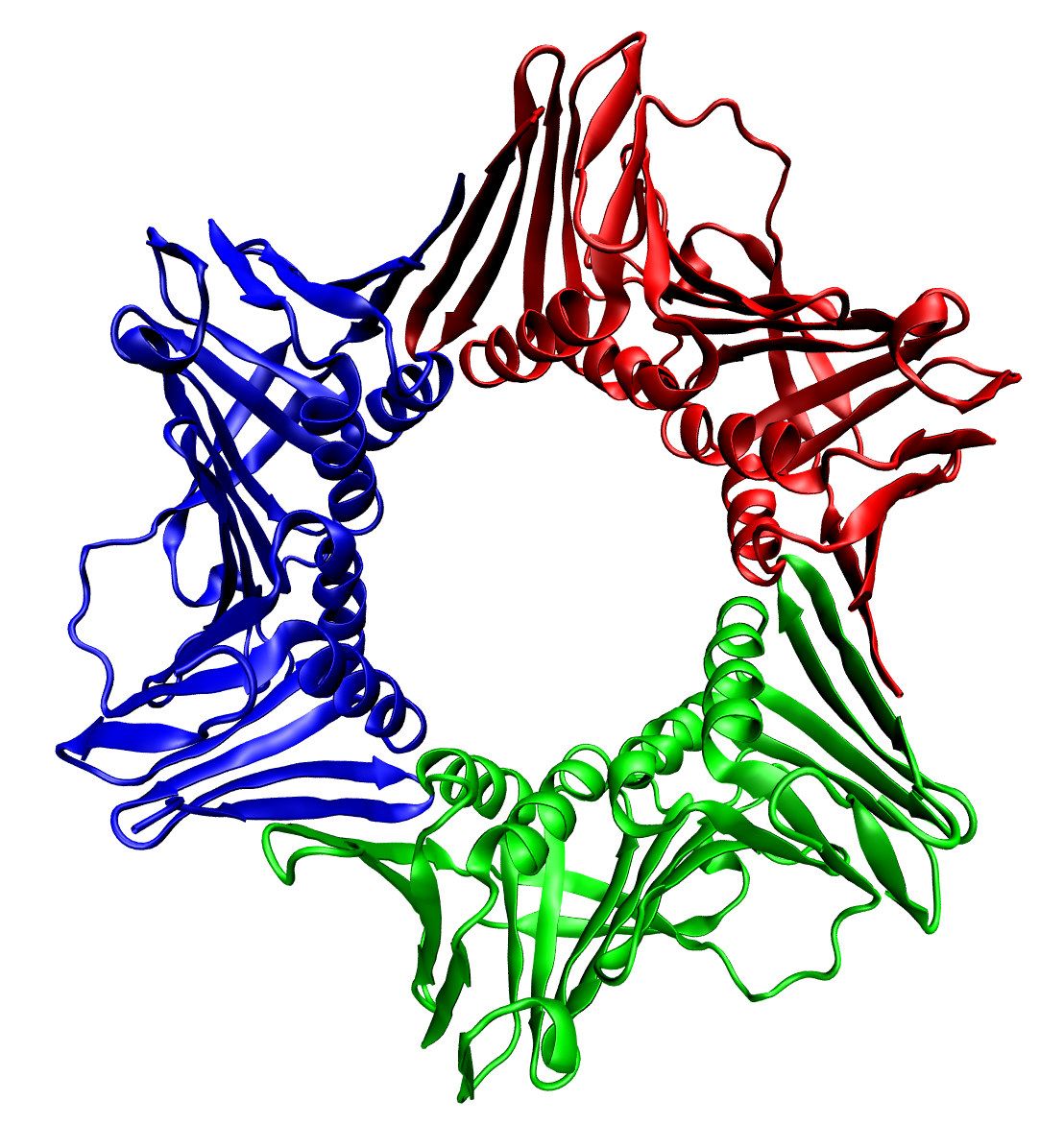
PCNA بشري مجمع، وهو بروتين مشبك دنا منزلق وجزء من مركب تضاعف الدنا ويعمل كعامل عملياتية لبوليميراز الدنا. البروتينات المفردة التي تكون المثلوث موضحة بألون مختلفة.

مثلوث البروتين (بالإنجليزية: Protein trimer)‏ هو مركب بروتيني يتكون من تبلمبر ثلاث بروتينات بروابط غير تساهمية في العادة. المثلوث المكون من ثلاث بروتينات متماثلة يسمى مثلوث متجانس مثل: الكولاجين من النوع 3 [الإنجليزية]، مشبك الدنا الخاص بحقيقيات النوى (المكون من ثلاث مستضدات نووية للخليا المتكاثرة [الإنجليزية]) وشوكة سطح فيروس كورونا. ويسمى المثلوث المكون من ثلاث بروتينات غير متجانسة بالمثلوث المتغاير، مثل مشبك الدنا الخاص بالعتائق (مكون من البروتينات PCNA1 وPCNA2 وPCNA3).